# Fraizer Campbell
Fraizer Lee Campbell, angleški nogometaš, * 13. september 1987, Huddersfield, West Yorkshire, Anglija, Združeno kraljestvo.
Campbell je nogometaš, ki lahko igra na položaju napadalca ali vezista, nazadnje je igral za Huddersfield Town. 